# 三里河街道 (确山县)
三里河街道是中华人民共和国河南省驻马店市确山县下辖的一个街道办事处。

## 行政区划
三里河街道下辖以下村级行政区划单位：
尚庄村、秀山村、中店村、刘庄村、南泉村、后楼村、董庄村、盘龙村、周湾村和罗岗村。